# Вечность
Вечность — философское понятие, имеющее несколько определений:
1. Оно означает свойство и состояние существа/разума или вещества, безусловно не подлежащего времени, то есть не имеющего ни начала, ни продолжения, ни конца в своём существовании, но содержащего за раз, в одном нераздельном акте, всю полноту своего бытия; такова вечность разума абсолютного.
2. Под вечностью подразумевается также бесконечное продолжение или повторение данного бытия во времени; такова принимаемая во многих философских системах вечность мира, которая иногда (напр., у стоиков) представляется как простое повторение в бесчисленных циклах одного и того же космогонического и исторического содержания.
3. Вечность или существование есть интервал событийности, который содержит в себе любой конечный интервал времени.
4. Вечность — продолжительность не имеющая цикла.

## История
В порядке развития человеческой мысли ни одно из этих понятий вечности не может быть признано первоначальным. Все они последовательно выводились из наблюдения над долговечностью различных существ и предметов. Если эта долговечность неодинакова, если некоторые вещи продолжают существовать, когда другие исчезают, то мысль, хотя бы и младенческая, должна была прийти к представлению предметов, которые продолжают существовать всегда; эта мысль подтверждалась тем фактом, что никто из смертных никогда не видел исчезновения таких предметов, как Земля, небо, океан.
С другой стороны, недолговечность большинства прочих вещей, непременно исчезающих во времени, заставляла представлять это последнее как силу сокрушающую и разрушающую, как какое-то чудовище, пожирающее всякую жизнь, соответственно чему, большая долговечность некоторых предметов представлялась как их успешное сопротивление этой силе, а следовательно, те предметы, долговечности которых не полагалось конца, должны были представляться как окончательно победившие силу времени, как недоступные и не подлежащие её действию.
Отсюда прямой переход к метафизическому понятию о вечности, как о признаке трансцендентного бытия, безусловно сверхвременного. Это понятие естественно выработалось позднее другого. Мы встречаем его впервые (помимо Откровения о Вечном Боге у евреев) в индийской теософии, именно в некоторых из упанишад; разработанное в греческой философии (особенно у неоплатоников), оно сделалось любимой темой для размышления как восточных, так и западных мистиков и теософов.

## В религии

### В христианстве
Вечность — имеет несколько значений в христианстве:
1. Вечность Божия — свойство Божественной сущности, состоящее в том, что Бог абсолютно независим от условий времени, Его бытие не имеет начала и никогда не будет иметь конца;
2. тварная вечность — форма существования тварных существ (ангелов, святых душ…), выражаемая в их особой обусловленности временем;
3. непрестанное бытие;
4. будущий век, имеющий наступить после второго Пришествия Иисуса Христа.
В православном богословии принято различать Божественную и тварную вечность как вечность безначальную и вечность имеющую начало. Божественная вечность есть вечность безусловная, вечность в точном смысле этого слова, в то время как вечность тварная есть вечность условная, вечность в силу дара Божьего и причастия Божественной жизни.

### В иудаизме
Вечность, согласно каббале, — это духовное свойство, основанное на любви к ближнему и бескорыстной отдаче. Душа, находясь в материальной оболочке нашего мира, ощущает своё существование временным, поскольку эгоизм, отдалённый от Творца, способен выдержать лишь ограниченное число ударов, а затем умирает. Обретая духовные, альтруистические свойства, человек становится способным к неограниченному во времени развитию и получению бесконечно растущего наслаждения, потому что наслаждение не ради себя не ограничено размерами собственных желаний. При этом суть человека облачается в желание доставить наслаждение Творцу и становится такой же вечной, как сам Творец. И таким образом удостаивается свободы от ангела смерти.
Бааль Сулам в своей статье «Сущность религии и её цель» так определяет переход из временного мира в вечный:

Человек, постигший любовь к ближнему, по закону равенства свойств находится в слиянии с Творцом, и вместе с Ним выходит из своего узкого мира, полного страданий и камней преткновения, в широкий и вечный мир отдачи Творцу и творениям

## Персонификации вечности
Персонификациями вечности в греческой мифологии выступал Эон, в римской — Этернитас, в египетской — Хех.

## В литературе
- В рассказе Ханса Кристиана Андерсена. Снежная королева:

Он складывал из льдин и целые слова, но никак не мог сложить того, что ему особенно хотелось, — слово «вечность». Снежная королева сказала ему: «Если ты сложишь это слово, ты будешь сам себе господин, и я подарю тебе весь свет и пару новых коньков».